# Labiobarbus leptocheilus
Labiobarbus leptocheilus es una especie de peces de la familia de los Cyprinidae en el orden de los Cypriniformes.

## Morfología
Los machos pueden llegar alcanzar los 30 cm de longitud total.

## Hábitat
Es un pez de agua dulce.

## Distribución geográfica
Se encuentran en las cuencas de los ríos Mekong, Salween, Chao Phraya y Xe Bangfai. También está presente en la Península de Malaca, Sumatra,  Java y Borneo.